# Lee Yong-dae
Lee Yong-dae (Koreaans: 이용대) (Hwasun (Jeollanam-do), 11 september 1988) is een Zuid-Koreaanse badmintonner. Samen met zijn partner Lee Hyo-jung werd hij olympisch kampioen in 2008 in het gemengd dubbelspel. 

## Carrière
Lee Yong-dae won op de wereldkampioenschappen voor junioren in 2006 de titel in het jongensdubbel en in het gemengd dubbel. Hij had ook een belangrijk aandeel in de overwinning van Zuid-Korea in de team wedstrijd.
Vanaf 2007 kwam Lee Yong-dae in het mannen dubbelspel uit met Jung Jae-sung en in het gemengd dubbelspel met Lee Hyo-jung. Op de wereldkampioenschappen in 2007 won hij zilver in het mannen dubbelspel nadat ze de finale verloren tegen Markis Kido en Hendra Setiawan. Een jaar later op de Olympische Spelen verloor hij met zijn partner in het mannen dubbelspel verrassend in de eerste ronde van het Deense duo Lars Paaske en Jonas Rasmussen. In het gemengd dubbelspel won hij wel de gouden medaille door in de finale Nova Widianto en Liliyana Natsir te verslaan. Op de wereldkampioenschappen van 2009 won hij nogmaals zilver in het mannen dubbelspel. Het Chinese paar Fu Haifeng en Cai Yun klopte hen pas in de derde set na verlengingen. In het gemengd dubbelspel won hij brons na een nipt verlies in de halve finale van de latere winnaars Thomas Laybourn en Kamilla Rytter Juhl. Zowel in het mannen dubbelspel als in het gemengd dubbelspel won Lee Yong-dae elk jaar verschillende super series toernooien. Wereldkampioen worden lukt voorlopig echter niet. In 2011 haalde hij nog wel brons in het mannen dubbelspel.
Vanaf 2011 kwam hij in het gemengd dubbelspel uit met Ha Jung-eun, nadat zijn vorige partner Lee Hyo-jung gestopt was met badminton op het hoogste niveau. Op de Olympische Spelen van 2012 won hij enkel brons in het mannen dubbelspel na verlies tegen Matthias Boe en Carsten Mogensen in de halve finale. In het gemengd dubbelspel geraakte hij met zijn nieuwe partner niet door de poulefase.
Na de Olympische Spelen ging hij in het mannen dubbelspel aantreden met de nieuwe partner Ko Sung-hyun. Ondanks enkele overwinningen in super series toernooien speelden ze slechts één jaar samen. Na een teleurstellend wereldkampioenschap in 2013 ging Lee Yong-dae samen spelen met Yoo Yeon-seong, de voormalige partner van Ko Sung-hyun. Het nieuwe koppel domineerde in de super series toernooien, maar op de wereldkampioenschappen wou het niet lukken om te winnen. In 2014 verloren ze de finale van Ko Sung-Hyun en Shin Baek-choel in drie spannende sets. Voor Lee Yong-dae was dit verlies tegen zijn vorige partner erg pijnlijk. Een jaar later verloren ze in de halve finales van het wereldkampioenschap tegen Mohammad Ahsan en Hendra Setiawan. Door hun goede prestaties staat het duo wel al meer dan een jaar op nummer 1 op de wereldranglijst.

## Medailles op Olympische Spelen en wereldkampioenschappen
| Logo van de Olympische Spelen | Onderdeel          | Resultaat |
| ----------------------------- | ------------------ | --------- |
| 2008                          | Gemengd dubbelspel | Goud      |
| 2012                          | Mannen dubbelspel  | Brons     |
| WK                            | Onderdeel          | Resultaat |
| 2007                          | Mannen dubbelspel  | Zilver    |
| 2009                          | Mannen dubbelspel  | Zilver    |
| 2009                          | Gemengd dubbelspel | Brons     |
| 2011                          | Mannen dubbelspel  | Brons     |
| 2014                          | Mannen dubbelspel  | Zilver    |
| 2015                          | Mannen dubbelspel  | Brons     |

1996: Gil Young-ah & Kim Dong-moon ·
2000: Gao Ling & Zhang Jun ·
2004: Gao Ling & Zhang Jun ·
2008: Lee Yong-dae & Lee Hyo-jung ·
2012: Zhang Nan & Zhao Yunlei ·
2016: Tontowi Ahmad & Lilyana Natsir ·
2020: Huang Dongping & Wang Yilyu ·
2024: Huang Yaqiong & Zheng Siwei